# Jack Irish (series)
Jack Irish, es un grupo de películas y series australianas transmitidas desde el 14 de octubre de 2012 por las cadenas ABC1 y ZDF. Las películas y serie son una adaptación de las novelas detectivescas del escritor australiano Peter Temple.
Las series y películas son creadas por Andrew Anastasios, Matt Cameron y Andrew Knight, y cuenta con el actor Guy Pearce en el papel principal de Jack Irish, un exabogado criminal que se convierte en investigador privado y un cobrador de deudas.

## Historia
Centrada en Jack Irish un investigador privado que, tras la muerte de su esposa, deja de lado su profesión y su vida, comienza tomar y apostar. Ahora trabaja como cobrador de deudas, al mismo tiempo que resuelve peligrosas investigaciones.

## Películas

### Jack Irish: Bad Debts(2012)
La primera película de la serie está basada en "Bad Debts", la primera novela de "Jack Irish" y fue estrenada el 14 de octubre de 2012.
| Actor             | Personaje             | Ocupación                      |
| ----------------- | --------------------- | ------------------------------ |
| Guy Pearce        | Jack Irish            | Abogado / Investigador Privado |
| Aaron Pedersen    | Cam Delroy            | -                              |
| Roy Billing       | Harry Strang          | Entrenador de Caballos         |
| Damien Richardson | Drew Greer            | -                              |
| Shane Jacobson    | Det. Barry Tregear    | Detective                      |
| Marta Dusseldorp  | Linda Hillier         | Reportera Local                |
| Vadim Glowna      | Charlie Taub          | -                              |
| Steve Bisley      | Kevin Pixley          | -                              |
| Colin Friels      | Garth Bruce           | -                              |
| Nicholas Bell     | Martin Scullin        | -                              |
| Emma Booth        | Isabel Irish          | -                              |
| Marshall Napier   | Gorman                | Padre                          |
| Rhys Muldoon      | Rod Pringle           | -                              |
| Tottie Goldsmith  | Jackie Pixley         | -                              |
| Colin Hay         | Tony Baker            | -                              |
| Fletcher Humphrys | Wayne Waylon Milovich | -                              |

### Jack Irish: Black Tide(2012)
La segunda película basada en "Black Tide", la segunda novela de "Jack Irish" fue transmitida el 21 de octubre del 2012.
| Actor              | Personaje          | Trabajo                                         |
| ------------------ | ------------------ | ----------------------------------------------- |
| Guy Pearce         | Jack Irish         | Investigador Privado                            |
| Aaron Pedersen     | Cam Delroy         | -                                               |
| Roy Billing        | Harry Strang       | Corredor de Apuestas / exentrenador de Caballos |
| Shane Jacobson     | Det. Barry Tregear | Detective                                       |
| Marta Dusseldorp   | Linda Hillier      | Periodista                                      |
| Damien Garvey      | Stan               | -                                               |
| Emma Booth         | Isabel Irish       | -                                               |
| Vadim Glowna       | Charlie Taub       | -                                               |
| Damien Richardson  | Drew Greer         | -                                               |
| Marshall Napier    | Gorman             | Padre                                           |
| Rhys Muldoon       | Rod Pringle        | -                                               |
| Don Hany           | Dave               | -                                               |
| Diana Glenn        | Lyall Cronin       | -                                               |
| Martin Sacks       | Steve Levesque     | -                                               |
| Lachy Hulme        | Dean Canetti       | -                                               |
| Alexandra Schepisi | Meryl Canetti      | -                                               |

### Jack Irish: Dead Point(2014)
La tercera película para la televisión estuvo basada en "Dead Point" la tercera novela de "Jack Irish" fue transmitida el 13 de abril del 2014.
| Actor             | Personaje             | Trabajo                                                                  |
| ----------------- | --------------------- | ------------------------------------------------------------------------ |
| Guy Pearce        | Jack Irish            | Investigador Privado                                                     |
| Aaron Pedersen    | Cam Delroy            | -                                                                        |
| Roy Billing       | Harry Strang          | Corredor de Apuestas Personalidad de Carreras / exentrenador de Caballos |
| Shane Jacobson    | Det. Barry Tregear    | Detective                                                                |
| Marta Dusseldorp  | Linda Hillier         | Periodista                                                               |
| Barry Humphries   | Loder                 | Juez                                                                     |
| Damien Garvey     | Stan                  | -                                                                        |
| John Flaus        | Wilbur                | -                                                                        |
| Ronald Falk       | Norm                  | -                                                                        |
| Terry Norris      | Eric Tanner           | -                                                                        |
| Damien Richardson | Drew Greer            | -                                                                        |
| Deborah Mailman   | Cynthia               | Agente de Apuestas                                                       |
| Kat Stewart       | Ros                   | -                                                                        |
| Vince Colosimo    | Mike Cundall          | -                                                                        |
| Emma Booth        | Isabel Irish          | -                                                                        |
| John Jarratt      | Sgt. Laurie Olsen     | Sargento Mayor                                                           |
| Dominic Allburn   | Robbie Colburne       | -                                                                        |
| Fletcher Humphrys | Wayne Waylon Milovich | -                                                                        |

## Series de televisión

### Jack Irish(2016)[5]
La serie fue transmitida del 11 de febrero del 2016 hasta el 17 de marzo del 2016.
| Actor             | Personaje        | Ocupación                                          | N.º de Episodios | Duración |
| ----------------- | ---------------- | -------------------------------------------------- | ---------------- | -------- |
| Guy Pearce        | Jack Irish       | Investigador Privado                               | 6                | 2016     |
| Aaron Pedersen    | Cam Delray       | -                                                  | 6                | 2016     |
| Roy Billing       | Harry Strang     | Personalidad de Carreras ex-Entrenador de Caballos | 6                | 2016     |
| Shane Jacobson    | Barry Tregear    | Abogado                                            | 6                | 2016     |
| Marta Dusseldorp  | Linda Hillier    | Periodista                                         | 6                | 2016     |
| Jacek Koman       | Orton            | -                                                  | 6                | 2016     |
| Damien Garvey     | Stan             | -                                                  | 6                | 2016     |
| John Flaus        | Wilbur           | -                                                  | 6                | 2016     |
| John Bach         | Michael Longmore | Senador                                            | 5                | 2016     |
| David Ritchie     | Charlie Taub     | Artesano Ebanista                                  | 5                | 2016     |
| Damien Richardson | Drew Greer       | -                                                  | 5                | 2016     |
| Claudia Karvan    | Sarah Longmore   | -                                                  | 5                | 2016     |
| Marcus Graham     | Rob Shand        | -                                                  | 4                | 2016     |
| Richard Cawthorne | Fraser Boyd      | -                                                  | 4                | 2016     |
| Kate Atkinson     | Simone           | -                                                  | 4                | 2016     |
| Brooke Satchwell  | Tina Longmore    | -                                                  | 2                | 2016     |

## Premios y nominaciones
| Año  | Categoría                                                                           | Premio             | Nominados (as)                          | Resultado |
| ---- | ----------------------------------------------------------------------------------- | ------------------ | --------------------------------------- | --------- |
| 2015 | Best Performance by an Actor in a Mini-Series or Motion Picture Made for Television | Gold Award         | Guy Pearce                              | Nominado  |
| 2015 | Best Direction in a Telemovie                                                       | ADG Award          | Jeffrey Walker                          | Ganó      |
| 2014 | Best Achievement in Sound for a Tele-Feature                                        | ASSG Award         | Phil Judd, Tony Murtagh, Damian Jory... | Nominados |
| 2014 | Television - Telemovie - Adaptation                                                 | AWGIE Award        | Matt Cameron                            | Nominado  |
| 2013 | Most Outstanding Actor                                                              | Silver Logie Award | Guy Pearce                              | Nominado  |
| 2013 | Most Outstanding Miniseries or Telemovie                                            | Silver Logie Award | Jack Irish: Black Tide                  | Nominado  |
| 2013 | Most Outstanding Actor                                                              | Silver Logie Award | Guy Pearce                              | Nominado  |
| 2013 | Most Outstanding Miniseries or Telemovie                                            | Silver Logie Award | Jack Irish: Bad Debts                   | Nominado  |
| 2013 | Best Direction in Television                                                        | AACTA Award        | Jeffrey Walker                          | Ganó      |

## Producción
Las novelas de Peter Temple son adaptadas por los guionistas Andrew Knight y Matt Cameron.
Las películas fueron dirigidas por Jeffrey Walker y la serie por Kieran Darcy-Smith.
El equipo creativo de las películas contó con el productor Ian Collie, co-producida por Jeffrey Walker y Andrew Anastasios, y contó con la participación de los productores ejecutivos Andrew Knight. Así como con los guionistas Matt Cameron. En la cinematografía contaron con la participación de Martin McGrath y con el editor Geoff Lamb.
El tema principal está bajo el cargo de Harry James Angus.